# Hamratjärnen
Hamratjärnen är en sjö i Hagfors kommun i Värmland och ingår i Göta älvs huvudavrinningsområde. Sjön är 2,5 meter djup, har en yta på 0,376 kvadratkilometer och är belägen 129 meter över havet. Sjön avvattnas av vattendraget Noret (Föskeforsälven). Vid provfiske har bland annat abborre, björkna, braxen och gers fångats i sjön.

## Delavrinningsområde
Hamratjärnen ingår i det delavrinningsområde (667192-136919) som SMHI kallar för Ovan Grundan. Medelhöjden är 144 meter över havet och ytan är 7,22 kvadratkilometer. Räknas de 4 avrinningsområdena uppströms in blir den ackumulerade arean 73,26 kvadratkilometer. Noret (Föskeforsälven) som avvattnar avrinningsområdet har biflödesordning 2, vilket innebär att vattnet flödar genom totalt 2 vattendrag innan det når havet efter 359 kilometer. Avrinningsområdet består mestadels av skog (30 procent), öppen mark (21 procent) och jordbruk (30 procent). Avrinningsområdet har 0,8 kvadratkilometer vattenytor vilket ger det en sjöprocent på 11 procent.

## Fisk
Vid provfiske har följande fisk fångats i sjön:
- Abborre
- Björkna
- Braxen
- Gärs
- Gädda
- Löja
- Mört
- Sarv